# ヤクルト本社バレーボール部
ヤクルト本社バレーボール部（ヤクルトほんしゃバレーボールぶ）は、神奈川県藤沢市を本拠地に活動していたヤクルト本社の女子バレーボール部である。

## 概要
1972年4月に創部。1974、75年度に全日本6人制実業団優勝大会を連覇、実業団リーグ入替戦で久光製薬にも勝利して、チーム創部3年で実業団リーグ（チャレンジリーグの前身）入りを決めた。チームのモットーは全国6万人とも言われた「ヤクルトレディから親しまれるチーム」。試合で全国を転戦する時には、地元のヤクルトレディたちが応援団となった。
ヤクルト本社藤沢工場にあった体育館の入口には大松博文の「為せば成る」という言葉の額が飾り付けてあった。近隣のママさんバレーボールチームを対象にした講習会などを通じて地域密着を図った。
実業団リーグには3シーズン在籍したが、1978年に入替戦に敗れリーグから陥落。ヤシカ廃部に伴う補充大会に推薦されたが逆にヤクルトチームも廃部となった。なお、同年にはヤクルトスワローズが日本シリーズで初優勝を飾っている。

## 成績

### 年度別成績
| 大会名       | 大会名          | 順位 | 参加チーム数 | 試合数 | 勝 | 敗 |
| ------------ | --------------- | ---- | ------------ | ------ | -- | -- |
| 実業団リーグ | 第7回 (1975/76) | 4位  | 6チーム      | 10     | 6  | 4  |
| 実業団リーグ | 第8回 (1976/77) | 5位  | 6チーム      | 10     | 2  | 8  |
| 実業団リーグ | 第9回 (1977/78) | 6位  | 6チーム      | 10     | 1  | 9  |

## 所属選手
1977年度の選手・スタッフは次の通り。

### 選手
| 背番号 | 名前         | 年齢 | 国籍 | Position      | 備考 |
| ------ | ------------ | ---- | ---- | ------------- | ---- |
| 1      | 北原明美     | 22   | 日本 | レフト        |      |
| 2      | 田中芳江     | 22   | 日本 | セッター      |      |
| 3      | 阿部久子     | 23   | 日本 | センター      |      |
| 4      | 橿村よし江   | 23   | 日本 | レフト        | 主将 |
| 5      | 前田美智子   | 21   | 日本 | レフト/ライト |      |
| 6      | 藤本ひとみ   | 21   | 日本 | センター      |      |
| 7      | 木ノ下恵美子 | 20   | 日本 | セッター      |      |
| 8      | 曽根美恵子   | 20   | 日本 | レフト/ライト |      |
| 9      | 千葉康子     | 20   | 日本 | センター      |      |
| 10     | 山本紀子     | 20   | 日本 | レフト        |      |
| 11     | 蛭沼雅子     | 19   | 日本 | ライト        |      |
| 12     | 千葉節子     | 18   | 日本 | センター      |      |
| 13     | 和田緑       | 20   | 日本 | レシーバー    |      |
| 14     | 藤井由美子   | 23   | 日本 | レシーバー    |      |
| -      | 与田正子     | 24   | 日本 | ライト        |      |
| -      | 増田知子     | 25   | 日本 | セッター      |      |

### スタッフ
| 役職         | 名前     | 国籍 | 備考 |
| ------------ | -------- | ---- | ---- |
| 部長         | 酒井清人 | 日本 |      |
| 監督         | 成田明彦 | 日本 |      |
| コーチ       | 山内博   | 日本 |      |
| マネージャー | 福岡秀子 | 日本 |      |
| マネージャー | 伊藤鐘代 | 日本 |      |